# C.V.I. Motor Car Company
Die C.V.I. Motor Car Company war ein kurzlebiger US-amerikanischer Automobilhersteller aus der Pionierzeit zu Beginn des 20. Jahrhunderts.

## Beschreibung
Das Unternehmen wurde im Oktober 1906 in Jackson (Michigan) mit einem Kapital von 100.000 US$ gegründet, um ein Luxusauto nach Plänen des Ingenieurs Charles D. Cutting zu bauen. Die Investoren waren W. S. Kessler, W. M. Thompson, H. S. Reynolds, P. H. Withington, Wintrop Withington und H. L. Smith.
Cutting hatte im Februar 1907 einen Prototyp erfolgreich auf der Straße und das Unternehmen präsentierte den Wagen im gleichen Jahr auf der Automobilausstellung von Chicago (Illinois). Auf den Markt kam er als CVI, wobei das C für Cutting stand und VI von der römischen Zahl VI (sechs) abgeleitet war, entsprechend der Zylinderzahl des Motors. Im Januar 1908 lief die Produktion in einer neuen Fabrik in Jackson an. Der geplante Jahresausstoß sollte 50 handgefertigte Automobile umfassen. Ende 1908 zogen sich die Investoren vom Projekt zurück. Wie viele Autos tatsächlich gebaut wurden, ist unbekannt.

## Das CVI 40 PS Automobil
Mit dem Fahrzeug selbst hatte diese Entscheidung wohl nichts zu tun. Der bekannte Automobiljournalist Hugh Dolnar testete einen CVI unter ungünstigen Umständen während eines heftigen Blizzards für das Fachblatt Cycle and Automobile Trade Journal. Der offene Touring war mit seitlichen Vorhängen gegen das Unwetter abgedichtet und Dolnar war voll des Lobes über das Auto.
Der CVI war ein Fahrzeug der Luxusklasse. Diese begann bei etwa US$ 2500; der CVI kostete in jeder der drei erhältlichen, offenen Varianten US$ 4000.
1908 war der Listenpreis für ein Ford Modell T Touring US$ 825 (1908). Der großvolumige Sechszylindermotor des CVI leistete 40 PS nach damaliger Berechnungsmethode; in der Regel nach N.A.C.C. (North American Chamber of Commerce) oder A.L.A.M. (Association of Licensed Automobile Manufacturers).
Es scheint, dass Cutting keine Probleme hatte, eine neue Fabrikation auf die Beine zu stellen; auch dies spricht dafür, dass er mit dem CVI ein solide konstruiertes Auto auf den Markt gebracht hatte. Die Produktion des Nachfolgers lief bereits 1910 in den gleichen Anlagen an, in denen der CVI entstanden war. Dazu wurde mit der Clarke-Carter Automobile Company eine neue Gesellschaft ins Leben gerufen. Das neue Auto war ein Vierzylinder, hieß Cutting und war deutlich günstiger als der CVI
| Baujahr | Modell | Leistung | Karosserie        | Radstand            | Preis US$ | Quelle |
| ------- | ------ | -------- | ----------------- | ------------------- | --------- | ------ |
| 1908    | A      | 40       | Runabout, 3/4 Pl. | 117 in (2.971,8 mm) | 4000      | [ 1 ]  |
| 1908    | A      | 40       | Touring, 5 Pl.    | 117 in (2.971,8 mm) | 4000      | [ 1 ]  |
| 1908    | A      | 40       | Touring, 7 Pl.    | 117 in (2.971,8 mm) | 4000      | [ 1 ]  |